# Deserto (Giò Sada)
Deserto è un brano musicale del cantautore Giò Sada, estratto con secondo singolo dall'album di debutto Volando al contrario. Il singolo è stato pubblicato il 2 dicembre 2016.

## Il brano
Il brano affronta il tema dell'abbandono della propria terra natale per seguire i propri sogni. Riguardo al brano Giò Sada ha dichiarato:

## Video musicale
Il videoclip che accompagna il singolo è stato diretto da Andrea Folino e Corrado Perria e mostra il cantante con la sua band Barismoothsquad mentre esegue il brano in un luogo desolato. 

## Tracce
1. Deserto – 2:53